# وادي البهال-المدافن (كعيدنة)

تعديل مصدري - تعديل

وادي البهال-المدافن هي إحدى قرى عزلة سواخ بمديرية كعيدنة التابعة لمحافظة حجة، بلغ تعداد سكانها 283 نسمة حسب تعداد اليمن لعام 2004.